# Afigya-Sekyere District
Der Distrikt Afigya-Sekyere ist einer von 21 Distrikten der Ashanti Region in Ghana. Er hat eine Größe von 770 km² und ca. 117.653 Einwohner. Der Afigya-Sekyere District grenzt im Süden an den Kwabre District, südwestlich an den Atwima District, im Westen an den Offinso District, im Norden an den Ejura/Sekyedumase District, im Nordosten und Osten an den Sekyere West District und über eine kleine Strecke im Osten an den Sekyere East District. Die Hauptstadt Agona liegt etwa 10 Kilometer nördlich von Kumasi, der Hauptstadt der Region.

## Wirtschaft
Die Wirtschaft im Distrikt zeichnet sich durch einen hohen Anteil an Beschäftigung in der Landwirtschaft aus. Insgesamt sind etwa 64 % der Beschäftigten in diesem Sektor tätig, in der Industrie arbeiten nur etwa 4 % der Beschäftigten, im Dienstleistungssektor ca. 32 %.
Hauptanbauprodukte der Landwirtschaft sind Kassava, Kochbananen, Yam und Mais. Auch Kakao, Zitrusfrüchte, Kaffee und Palmöl werden unter anderem als wichtige Exportgüter angebaut. Insgesamt arbeiten 6 % der Landwirtschaftsbetriebe ausschließlich für den Verkauf der Waren, 21 % sind lediglich im Anbau des Eigenbedarfs tätig. Bei 73 % der Betriebe werden die Anbauprodukte zunächst für den Eigenbedarf genutzt, aber auch Überschüsse produziert, die in den weiteren Verkauf gehen.
Von allen Betrieben im Distrikt arbeiten 67 % im Mischanbau, nur 7 % bewirtschaften Monokulturen, 4 % arbeiten mit der traditionellen Methode des Wechselanbaus. 19 % der Betriebe halten neben dem Anbau auch Vieh, und 3 % der Betriebe gehören der Forstwirtschaft an. Durchschnittlich beträgt die Betriebsgröße pro Landwirt 3,687 Acres.
Im Distrikt sind 38 Viehbetriebe angesiedelt. Hier beträgt die durchschnittliche Viehzahl 20 Tiere.
Im Industriesektor gibt es Betriebe der Forstwirtschaft, Metallbetriebe und Textilbetriebe. Der Dienstleistungssektor setzt sich sowohl aus dem privaten Bereich als auch aus dem öffentlichen Sektor zusammen. Im privaten Bereich ist die Betriebsgröße sehr klein. Märkte werden regelmäßig in Boamang, Agona, Wiamoase und Bepoase abgehalten.

## Verkehr
Der Distrikt weist ein Straßennetz mit einer Gesamtlänge von 180,2 km auf. Von diesen Straßen sind über 90 % Sandpisten. Die asphaltierten Strecken verlaufen durch den Distrikt, um Kumasi mit Mampong zu verbinden. Eine weitere Strecke verläuft durch den Distrikt zwischen Kumasi und Offinso. Eine 2 km lange asphaltierte Strecke verläuft von der Distrikthauptstadt Agona nach Wiamoase sowie zwischen Ahenkro und Kyekyewere.
Im Distrikt ist ein allgemeines Gesundheitsversicherungssystem in der Testphase. Hier sind 7000 Menschen im Projekt erfasst. 3000 hiervon leisten volle Beitragszahlungen, 4000 leisten einen reduzierten Beitrag.

## Volksvertretung im Distrikt
Der Distrikt wird von der lokalen Volksvertretung, der District Assembly (Distriktversammlung) mit 72 Mitgliedern, geführt. Von diesen 72 Mitgliedern werden 48 in freien Wahlen in die Versammlung gewählt, weitere 21 werden ernannt. Im Distrikt sind drei Stadträte, neun Landräte und 141 Dorfkomitees tätig.
Zwischen 2001 und 2002 wurden von der District Assembly insgesamt 4.293.250.000 Cedis (ca. 429.000 €) in Entwicklungsprojekte investiert. Die Gelder stammten zum einen von der Weltbank, überwiegend aber aus dem HIPC Fund und weiteren Geldgebern. Zwischen 2003 und 2004 investierte die District Assembly 35.907.953.295 Cedis (3.590.000 €) in Bauprojekte. Die District Assembly unterstützte ferner Frauengruppen mit 25,5 Millionen Cedis im Juli 2002. Auch der Tourismusbereich wurde mit öffentlichen Geldern von insgesamt 20 Millionen Cedis unterstützt.

## Bevölkerung
Im Jahr 1984 lebten im Distrikt ca. 72.125 Menschen. Bereits im Jahr 2000 ergab eine Volkszählung eine Bevölkerungszahl von 119.930 Menschen, 2004 war die Zahl bereits auf 139.057 gestiegen. Diese Zahlen entsprechen einer durchschnittlichen Zuwachsrate von 3,1 % pro Jahr.
Im Distrikt leben 35,6 % der Bevölkerung in städtischem Umfeld, 64,4 % der Bevölkerung leben in ländlichen Gebieten. Die Distriktbevölkerung setzt sich zu 48,3 % aus Männern und 51,7 % aus Frauen zusammen. Die Bevölkerung im Alter zwischen 0 und 14 Jahren stellt etwa 36,4 % der Gesamtbevölkerung, über 65 Jahre sind nur 2,9 % der Bevölkerung. Folglich sind ca. 60,7 % der Gesamtbevölkerung im wirtschaftlich produktiven Alter zwischen 15 und 64 Jahren.

## Orte mit mehr als 5000 Bewohnern
| - Agona - Jamasi - Kona - Asamang - Bepoase - Tetrem - Kyekyewere | - Bipoe - Tano Odumase - Ahenkro - Boanim - Aframanso - Boamang | - Kwamang - Konya/Brenhoma - Amoako - Bedomase - Nkwantakese - Akrofonso |

## Wahlkreise
Im Distrikt sind zwei Wahlkreise für die ghanaischen Parlamentswahlen ausgewiesen: Zum einen der Wahlkreis Afigya-Sekyere West, für den Albert Kan-Dapaah für die Partei New Patriotic Party (NPP) angetreten ist. Kan-Dapaah ist einer der führenden Politiker Ghanas und amtierender Innenminister im Kabinett von Präsident John Agyekum Kufuor.
Für den zweiten Wahlkreis Afigya Sekyere East ist Hennric David Yeboah ebenfalls für die NPP ins Parlament eingezogen.